# نادي الصناعات الكهربائية
نادي الصناعات الكهربائية الرياضي هو نادي كرة قدم في العراق تأسس في عام 2009 واعتمدته وزارة الشباب والرياضة عام 2011، ويشارك في موسم 2017–2018 في الدوري العراقي الممتاز لأول مرة بعد حصوله على المركز الثاني في موسم 2016–2017 في الدوري العراقي الدرجة الأولى.

## وصلات خارجية
- صفحة النادي في موقع كووورة

قالب:الدوري العراقي الدرجة الأولى